# 1070-ті
Високе Середньовіччя •  Золота доба ісламу •  Реконкіста  •  Київська Русь

## Події

### Київська Русь
1073 року брати Святослав та Всеволод вигнали з Києва великого князя Ізяслава Ярославича. Ізяслав утік у Польщу і намагався шукати підтримки в польського князя та папи римського. Великим князем у Києві став чернігівський князь Святослав Ярославич. Його княжіння продовжувалося до 1076 року. Після смерті Святослава на київський престол зійшов Всеволод Ярославич, проте наступного року повернувся з військами польського короля Болеслава II Сміливого Ізяслав і повернув собі трон. Ізяслав Ярославич загинув 1078 року в битві на Нежатій Ниві проти Олега Святославича, який прийшов з Тмутаракані разом із половцями і захопив Чернігів. Великим князем знову став Всеволод Ярославич.
1080 року Київська Русь, скориставшись негараздами в Польщі повернула собі Червенські міста.
1072—1073 — укладення ігуменом Києво-Печерського монастиря Никоном літописного зведення, першої історії руської землі.
1073—1078 — будівництво в Києво-Печерському монастирі на замовлення князя Святослава Ярославича Успенського собору.

### Східна Європа
Польща під управлінням Болеслава II Сміливого допомогла 1074 року Гезі I стати королем Угорщини, а 1077 року Ізяславу Ярославичу повернутися на київський престол. У протистоянні німецького короля Генріха IV та папи римського Григорія VII Болеслав Сміливий підтримував пару, й 1076 року отримав від нього титул короля, тож Польща вийшла з-під сюзеренітету Священної Римської імперії. Але 1080 року Болеслав Сміливий убив краківського єпископа Станіслава, що викликало обурення в країні. Болеславу довелося втікати до Угорщини. Польщу очолив його брат Владислав Герман, який відмовився від королівського титулу й знову визнав себе васалом імперії. Владиславу доводилося вести боротьбу з дедалі могутнішими великими феодалами країни.
1074 року сини Бели I Геза та Ласло з допомогою польських військ перемогли в битві свого двоюрідного брата, короля Угорщини Шаламона I. Новим королем став Геза I. Після смерті Гези 1077 року на трон зійшов Ласло I.

### Візантія
Візантійська імперія опинилася в скрутному становищі через наступ зі сходу турків-сельджуків. Імператор Роман IV Діоген 1071 року зазнав поразки від сельджуків у битві при Манцикерті й потрапив до них у полон. Його відпустили за обіцянку викупу, однак, коли він повернувся до Константинополя, владу там уже захопив Михайло VII Дука. Романа Діогена осліпили, і він незабаром помер. За правління Михайла VII імперія швидко втрачала землі: Малу Азію захоплювали сельджуки, а нормани відібрали останнє візантійське місто на півдні Італії — Барі. Візантійські полководці підіймали бунти, часто вступаючи в союзи з військами сельджуків. На втрачених імперією землях виникли нові держави, такі як Румський султанат та Кілікійське царство, засноване вірменами, що втекли від сельджуків у Кілікію. 1078 року одному з полководців, Никифору Вотаніату вдалося скинути імператора Михайла VII.

### Західна Європа
1073 року папою римським було обрано Григорія VII, іменем якого названо григоріанський рух за чистоту та авторитет церкви, проти симонії. Між папою та німецьким королем Генріхом IV виник конфлікт щодо призначення єпископів, який отримав назву боротьби за інвеституру. У Німеччині єпископ був великим феодалом. Його призначав імператор Священної Римської імперії. Папа Григорій VII змінив цей порядок, проголошуючи верховенство церкви не тільки в духовних, а й у світських справах. Генріх IV не погодився. Європейське суспільство розділилося на прихильників папи й прихильників короля.
1076 року Григорій VII відлучив Генріха IV від церкви, однак наступного року зняв відлучення після каяття німецького короля перед замком Каносса. Протистояння не припинилося. Генріху IV довелося боротися з повстанням саксонської знаті, яка бажали бачити на німецькому троні іншого короля. Претендентом на трон був Рудольф Райнфельден, швабський герцог, війська якого здобули перемогу над Генріхом 1080 року, однак сам Рудольф отримав у битві смертельну рану й наступного дня помер.
Південь Італії захопили норманські авантюристи на чолі з Робертом Гвіскаром. 1071 року вони відібрали у Візантії її останнє володіння на півострові - місто Барі. 1072 року брат Роберта Гвіскара Рожер взяв місто Палермо і заволодів значною частиною Сицилії, де впродовж тривалого часу панували сарацини. Нормани складали загрозу володінням Святого престолу, і їхні стосунки з папами римськими були неоднозначними, змінюючись від заохочення боротьби проти мусульман до відлучення.
Християнські держави півночі Піренейського півострова продовжували тіснити мусульманські емірати, поступово відбираючи в них землі. 1072 року король Альфонсо VI Кастильський об'єднав під своїм правлінням Кастилію, Леон та Галісію. У церквах Іспанії католицький обряд витіснив мосарабський.
Король Англії Вільгельм Завойовник придушив останній опір англосаксонських феодалів. Йому довелося боротися також проти своїх колишніх союзників, які здійняли проти нього повстання трьох графів. Його власний син Роберт II Куртгез збунтувався у рідній Нормандії.

### Решта світу
Наступ сельджуків на захід зачепив не тільки Візантію, але й Фатимідів. Сельджуки захопили в них землі на Близькому Сході, зокрема Палестину. Вони несли з собою іслам сунітського спрямування на відміну від Фатимідів, які були шиїтами.
У Магрибі дедалі більшу силу представляли Альморавіди. Захопивши Марокко та Гану, вони розпочали облогу приморських міст, відкриваючи собі шлях до майбутнього вторгнення на Піренейський півострів.
Реформи Ван Аньши в Китаї наштовхнулися на супротив і припинилися до 1075 року.

## Наука
У Китаї Шень Куо очолив астрономічне бюро і почав проводити регулярні, тричі на добу, вимірювання положення планет і зірок на небі.
Перські астрономи, зокрема Омар Хаям, встановили тривалість року з найбільшою на той час точністю і розробили календар на основі циклу з 31 року, точніший, ніж сучасний григоріанський. Однак календар не було впроваджено.